# 로드 링크/스토어 컨디셔널
로드 링크/스토어 컨디셔널(Load-link/store-conditional, LL/SC)은 컴퓨터 과학에서 동기화를 달성하기 위해 멀티스레딩에 사용되는 명령어 쌍이다. 로드 링크는 메모리 위치의 현재 값을 반환하는 반면, 동일한 메모리 위치에 대한 후속 저장 조건은 로드 링크 이후 해당 위치에 업데이트가 발생하지 않은 경우에만 새 값을 저장한다. 이는 함께 잠금이 없는 원자성 읽기-수정-쓰기 작업을 구현한다.
LL/SC는 원래 로렌스 리버모어 국립연구소(Lawrence Livermore National Laboratory)의 S-1 AAP 다중 프로세서를 위해 젠슨, 하겐센, 브로턴에 의해 제안되었다.

## 같이 보기
- 읽기-수정-쓰기
- 트랜잭셔널 메모리